# くちびるから散弾銃
『くちびるから散弾銃』（くちびるからさんだんじゅう）は、岡崎京子による日本の漫画作品。

## 概要
講談社の女性漫画雑誌『Me Twin』にて、1987年8月号から1990年5月号まで連載されていた。それまで青年誌・一般誌で活動していた著者初の女性誌連載である。
話の筋らしいものはなく、主人公である東京在住23歳女性3人組（以下3人と表記）のおしゃべり（タイトルはこれを意味する）のみを描写していくもので、3人を媒介としたエッセイ的な作品。バブル景気真っ只中の1980年代末期の流行・社会情勢が活写されている。
後年発表された『東京ガールズブラボー』は、主人公達の高校生時代を描いたものである。

## 登場人物
金田サカエ / サカエ
雑貨屋アルバイト。美人でセクシーなスタイルの持ち主だが処女。後先考えない性格で洋服に目がなく、稼ぎの殆どを海外旅行や洋服代に使ってしまうためいつもお金に困っている。風呂なしアパートに一人暮らし。話の冒頭で、ワガママな妄想や願望をブチまけることが多い。実家は北海道。両親は一度離婚しているが復縁し、東京で一人暮らしをしている。理想の結婚相手は仮面ノリダーに始まって光GENJIの赤坂晃やジョン・ローンになり、後に『バタアシ金魚』の主人公カオルと頻繁に変わる。高校時代の憧れはルパン三世、『未来少年コナン』のコナン、バカボンのパパと暴露される。美大卒のマンガ好き。血液型はB型。モデルはスタイリストの兼田サカエ。
島野夏美 / なっちゃん
デパートガール。サザエさんのような家庭環境。実家住まいで大学生の彼氏がいる。ちゃんと貯金していたりなど３人の中では堅実家。ラブリーな美意識を持ちかつ童顔なため、よく小学生に間違えられる。ロリータファッションが好きで高校時代は大島弓子ルックをしていた事があると暴露される。血液型はO型。モデルは島崎夏美。
高田美夜子 / ミヤちゃん
雑誌編集者。母と2人暮らし。3人の中では一番のしっかり者のキャリアウーマン。高校時代にポエムとマンガを織り交ぜた同人誌を作っていた事を暴露される。血液型はA型。モデルは甲田益也子。

## 単行本
講談社MeワイドKCとして正・続の全2巻を発行、その後合冊で再刊される。再刊の際、うち1話を削除、31歳となった3人を描いた後日談と巻末エッセイを書き下ろしている他、『東京ガールズブラボー』との整合性を図るため一部セリフの変更がなされている。
- くちびるから散弾銃（1989年・講談社MeワイドKC）
- くちびるから散弾銃2（1990年・講談社MeワイドKC）
- くちびるから散弾銃（1996年・講談社KCDX、合本）